# یولیا ریابچینسکایا
یولیا ریابچینسکایا (انگلیسی: Yulia Ryabchinskaya; ۲۱ ژانویهٔ ۱۹۴۷ – ۱۳ ژانویهٔ ۱۹۷۳) قایقران کانو اهل اتحاد جماهیر شوروی سوسیالیستی بود.